# Simopteryx torquataria
Simopteryx torquataria là một loài bướm đêm trong họ Geometridae.